# Cognitieve therapie
Cognitieve Therapie (CT) is een vorm van psychotherapie die ontwikkeld is door de Amerikaanse psychiater Aaron T. Beck in de jaren zestig van de 20e eeuw. Hij onderzocht de psychoanalytische, of psychodynamische, veronderstelling dat een depressie voortkomt uit 'naar binnen geslagen woede' en zou verdwijnen als de oorzaak ervan werd opgespoord en de kwaadheid opnieuw beleefd en verwerkt zou worden. Een benadering dus die uitgaat van het verkrijgen van inzicht in onbewuste emoties en drijfveren. Beck ontwikkelde een theorie en een behandelingswijze waarbij de cognities van de patiënt centraal staan: zijn gedachten, fantasieën, herinneringen en zijn opvattingen over gebeurtenissen. Net als in de RET (rationeel-emotieve therapie
) die is ontwikkeld door Albert Ellis gaat Beck ervan uit dat het niet de gebeurtenissen zelf zijn die een mens negatieve gevoelens bezorgen en daardoor een bepaald gedragspatroon, maar de gekleurde bril waardoor hij de dingen ziet. Door deze 'disfunctionele' gedachten om te buigen en te leren gebeurtenissen anders te interpreteren komt er een objectievere kijk op de eigen gevoelens en waarnemingen, en kunnen negatieve gevoelens verdwijnen waardoor ook het gedrag verandert. Beck heeft een hele lijst van denkfouten samengesteld, die een depressie zouden kunnen veroorzaken en in stand houden.
CT is een kortdurende, gestructureerde therapievorm die op het heden en de toekomst is gericht. Het verhaal van de patiënt is echter wel van belang. Samen met de therapeut moet hij er namelijk eerst achter komen hoe de vervormde, 'foute', denkgewoonte is ontstaan. Door trainingen in de behandelkamer, in het echte leven en door allerhande huiswerk komt de patiënt gaandeweg tot nieuwe gedachten en ander, positiever, gedrag. Oorspronkelijk is CT ontwikkeld voor depressiviteit, en recentelijk is er veel aandacht voor terugvalpreventie bij depressie. Hierbij gaat het om het voorkomen dat iemand opnieuw depressief wordt in plaats van het bestrijden van de huidige depressie. Inmiddels wordt CT ook effectief toegepast bij andere psychische aandoeningen zoals: verslavingen, eetstoornissen, fobieën, angststoornissen en paniekstoornissen.
Beck beschreef zijn benadering in Depression: Causes and Treatment in 1967. In Cognitive Therapy and the Emotional Disorders uit 1976 worden ook andere psychische stoornissen en problemen behandeld. Beck introduceerde ook het gezichtspunt van het onderliggende 'schema' - de fundamentele onderliggende wijze waarop mensen informatie verwerken - hetzij over het zelf, de wereld of de toekomst.
De nieuwe cognitieve benadering botste aanvankelijk met het behaviorisme. Volgens deze theorie zou spreken over al of niet mentale oorzaken van psychische stoornissen niet wetenschappelijk en niet zinvol zijn. Het belangrijkste zou zijn om stimuli en gedragsresponsen vast te stellen en slechts daarmee te werken.

Na de 'cognitieve revolutie' in de psychologie in de jaren zeventig van de 20e eeuw, kwamen op het behaviorisme gebaseerde gedragstherapie en cognitieve therapie nader tot elkaar. Daarom spreekt men ook wel over cognitieve gedragstherapie.
Een nieuwe toevoeging aan de cognitieve therapie is Mindfulness Based Cognitive Therapy MBCT. Het is het gebruiken van inzichtmeditatie-oefeningen ofwel mindfulness bij de behandeling van terugkerende depressies en andere psychische klachten. In MBCT staat niet de inhoud van de cognities ter discussie maar wordt er gestreefd naar een andere houding tegenover gedachten, gevoelens en lichamelijke reacties. Deze houding kenmerkt zich door toelaten, niet-oordelen en acceptatie.
Cognitieve therapie is aan een opmars begonnen. Het spiegelt zich af tegen de klassieke, klinische psychologie omdat het concreet zoekt naar oplossingen. Die aanpak zorgt ervoor dat een behandeling gemiddeld korter duurt dan een klassieke psychologische behandeling. In België en Nederland zijn er meerdere centra die deze methode toepassen om zo op een snelle en krachtige manier te kunnen behandelen. 